# Saturnovi vanjski sateliti
Saturnovi vanjski sateliti su skupina satelita oko Saturna koja čini većinu Saturnovih satelita. Uglavnom imaju retrogradne putanje (orbitiraju oko Saturna u suprotnom smjeru od njegove rotacije) i nisu porijeklom sa Saturna, nego su zarobljeni jer su ili prišli preblizu Saturnu ili iz nekog drugog razloga.
Saturn ima ukupno 82 satelita. Od toga ih 60 pripada vanjskim satelitima.
Saturnovi vanjski sateliti se dijele u nekoliko grupa.
Nordijska grupa je najveća grupa Saturnovih vanjskih satelita i Saturnovih satelita uopće. 48 od 82 satelita pripadaju ovoj grupi. Najveći satelit je Feba, s 200 km u promjeru. Feba je ujedno i izvor Febinog prstena koji je odgovoran za tamni dio površine na Japetu, kao i potamnjenje Hiperiona. Oba su Saturnovi unutarnji sateliti.
Osim Nordijske grupe, tu su još dvije grupe: Inuitska grupa i Galska grupa. Satelit S/2004 S 24 je jedini vanjski satelit koji orbitira progradno oko Saturna, i neovisan je od svih triju grupa.